# Fundación Amigos del Museo del Prado
La Fundación Amigos del Museo del Prado es una institución cultural privada, sin ánimo de lucro, que tiene como fin el apoyo al Museo del Prado en los términos más amplios posibles y la promoción y estímulo de cuantas acciones culturales, tengan relación con la misión y actividad del mismo.La institución ejerce una doble labor ya que además de su respaldo al Prado, fomenta la incorporación de Amigos del Museo con el objetivo de que constituyan un soporte amplio y comprometido en el tiempo. 
Sus orígenes se sitúan en diciembre de 1980, cuando un destacado núcleo de representantes de diferentes ámbitos, , con la presidencia del historiador Enrique Lafuente Ferrari,impulsan la idea de vincular la sociedad al Museo del Prado, de modo que esta tenga una participación más activa en la vida del mismo.
La labor que desde entonces desarrolla la Fundación a favor del Prado ha sido reconocida con la Medalla de Oro al Mérito en las Bellas Artes (1996) y con la Medalla de Honor de la Real Academia de Bellas Artes de San Fernando (2003).

## Descripción
Cuenta con la reina Letizia como presidenta de honor, a quien precedió en su cargo la reina Sofía (1991-2015). Asimismo, a lo largo de su historia, la institución ha estado presidida por Enrique Lafuente Ferrari (1980-1985) Luis Gómez-Acebo, duque de Badajoz (1985-1988), y Carlos Zurita, duque de Soria (desde 1988). 
El Patronato es el máximo órgano de gobierno y está integrado por destacadas personalidades de los ámbitos cultural y empresarial. Tiene como vicepresidentes a León Benelbas Tapiero y Luis de Carlos Bertrán, como miembros a Diego del Alcázar y Silvela, marqués de la Romana; Maite Arango; Rocío Benlloch, condesa de Fuenclara; José Felipe Bertrán de Caralt; Isabel García de la Rasilla Pineda; Carmen Iglesias, condesa de Gisbert; Alicia Koplowitz Romero de Juseu; Ana Martínez de Aguilar; Fernando Masaveu; Rafael Moneo; Antonio Muñoz Molina; Sara Puig; Konstantin Sajonia-Coburgo, príncipe de Vidin, y Miguel Zugaza Miranda. Actúa como secretario Miguel Ruiz-Gallardón.
En su objetivo de apoyo al Museo y acercamiento de la sociedad a la pinacoteca, la Fundación constituye una sólida red de apoyo gracias al mecenazgo de sus más de 44.000 Amigos, entre los que se encuentran particulares, empresas e instituciones. Del mismo modo, ofrece un amplio programa de actividades, cursos y talleres que difunden su historia y colecciones

## Amigos del Museo del Prado
Los Amigos del Museo del Prado, más de 44.000, realizan donaciones anuales correspondientes a diferentes modalidades, entre las que se encuentran las de Joven, Senior, Colaborador, Familia, Miembro de Honor, Patrono Internacional o Empresas e Instituciones, entre otras.
Gracias a estas donaciones es posible patrocinar numerosas iniciativas del Museo del Prado como: exposiciones, conferencias gratuitas organizadas por el Centro de Estudios del Museo, el programa La obra invitada, la edición anual del Boletín del Museo del Prado, las ediciones de la Cátedra entre los años 2015 y 2018, entre muchas otras.
Asimismo, existen tres comisiones: de Arte Virreinal, de Dibujos y Estampas y Siglo XIX, que tienen como objetivo ayudar en áreas específicas del Museo, mediante la donación de obras de arte o fomentando el estudio y la difusión del patrimonio.

## Donaciones
La Fundación ha contribuido al enriquecimiento de las colecciones del[AP1]  Museo del Prado con la donación de las siguientes obras de arte:
- 1982 Concepción Serrano, después condesa de Santovenia, de Eduardo Rosales, óleo sobre lienzo
- 1983 Cabeza de agonizante, de Francisco de Goya, lápiz negro sobre papel verjurado; Figura de apóstol de Francisco de Herrera el Viejo, tinta parda y pluma de caña sobre papel verjurado, y Figura masculina sentada/Figura femenina sentada en un banco de Mariano Fortuny y Marsal, lápiz compuesto sobre papel avitelado
- 1984 La Inmaculada Concepción/Fragmento de carta de Bartolomé Esteban Murillo, pluma, preparado a lápiz y tinta ferrogálica sobre papel verjurado, y San Agustín le cuenta su conversión a su madre, santa Mónica de José del Castillo, clarión y lápiz negro sobre papel verjurado
- 1986 Retrato de un bufón de Juan van der Hamen y León, óleo sobre lienzo
- 1989 El martirio de san Esteban de Bernardo Cavallino, óleo sobre lienzo[2]
- 1994 Aureliano de Beruete y Moret, hijo de Joaquín Sorolla, óleo sobre lienzo
- 1996 Autorretrato en el estudio de Luis Paret y Alcázar, óleo sobre lienzo (con motivo de la conmemoración de su 15 aniversario)
- 2011 Visita de la reina María Amalia de Sajonia al Arco de Trajano en Benevento de Antonio Joli, óleo sobre lienzo[3]
- 2016 La Virgen de la granada de Fra Angelico (colaboración en la adquisición), temple sobre tabla[4]
- 2019 Oratorio de san Jerónimo penitente de Juan de Juanes y Damián Forment, madera de pino y alabastro tallados, dorados y policromados[5]
- 2020 Gorguera del Prado de Blanca Muñoz, foam (espuma viscoelástica) y acero inoxidable gofrado
- 2020 Aníbal vencedor contempla por primera vez Italia desde los Alpes de Francisco de Goya, óleo sobre lienzo (con motivo de su 40 aniversario y en memoria del profesor Francisco Calvo Serraller, miembro fundador, vicepresidente del Patronato y director de la línea académica de dicha institución)[6]

Donaciones de la Comisión de Dibujos y Estampas
- 2018 Los borrachos o el triunfo de Baco de Isidoro Brun, tinta negra a pluma sobre papel
- 2018 Los borrachos o el triunfo de Baco de Francisco de Goya, aguafuerte
- 2018 Carta a Martín Zapater, 10 de noviembre de 1790, de Francisco de Goya, tinta ferrogálica sobre papel verjurado
- 2019 Los cinco religiosos fusilados en Murviedro durante la Guerra de la Independencia de Miguel Gamborino, tinta negra sobre papel verjurado
- 2019 388 dibujos preparatorios recogidos en tres volúmenes, Coleccion general de trages que en la actualidad se usan en España principiada en el año 1801 (vol. I) y Coleccion general de los trages que usan actualmente todas las Naciones del Mundo descubierto (vol. II y III), de Antonio Rodríguez lápiz negro, pincel y aguada de tinta gris
- 2020 Colección de estampas de diversos pases de Las Seguidillas Boleras de Marcos Téllez Villar, grabadas al cobre en talla dulce y coloreadas a mano
- 2021 Retrato de Pedro Roldán y Retrato de Felipe de Liaño de Ricardo Villodas y de la Torre, atribuido (copia de Goya),  lápiz rojo sobre papel avitelado
- 2022 La huida a Egipto de José del Castillo (copia de obra original de Luca Giordano), lápiz rojo, lápiz negro, cuadriculado y estarcido sobre papel verjurado
- 2022 La caza del avestruz de Pasqual Pere Moles (dibujante) copia de obra original de Carle van Loo, grabador: Blas Ametller, prueba de estado, aguafuerte, buril, albayalde, tinta negra y pluma sobre papel verjurado
- 2022 Salida de Carlos IV a caballo con su acompañamiento de Marcos Téllez, grabado a buril
- 2022 Valerian von Loga, Goya’s Seltene Radierungen und Lithographien, G. Grotesche Verlagshandlung, heliograbados y fototipia
- 2022 San Francisco de Paula de Francisco de Goya, aguafuerte y punta seca en papel verjurado
- 2022 Ciudadana de Bilbao de Luis Paret y Alcázar, lápiz rojo y lápiz negro sobre papel avitelado y como segundo soporte papel verjurado
- 2022 Costumbres, usos y trages de todas las naciones, volumen “Europa”, Barcelona, Librería de D. Francisco de Oliva. Costumes civils actuels de tous les peuples connus, dessinés d’après nature, gravés et colorés, tomo I
- 2023 Colección de trajes de España tanto antiguos como modernos, que comprehende todos los de sus Dominios de Juan de la Cruz Cano y Olmedilla, talla dulce: aguafuerte y buril sobre papel verjurado
- 2023 Conjunto de 8 obras pertenecientes al género de mesas revueltas
  1. Trompe-l’oeil. Ces drolles font bonne chère de Giuseppe Maria Crespi, tinta y aguada sobre papel
  2. Trompe-l’oeil. L’Aventurier françois de Giuseppe Maria Crespi, tinta y aguada sobre papel
  3. Trampantojo: Homenaje a todas las artes, anónimo, tinta y aguada sobre papel
  4. Trampantojo, anónimo, tinta y aguada sobre papel
  5. Trampantojo de Antonio Prado, tinta y aguada sobre papel
  6. Trampantojo de Antonio Prado, tinta y aguada sobre papel
  7. Trampantojo, anónimo, aguada y tinta sobre papel
  8. Trampantojo, anónimo, aguada y tinta sobre papel

Donaciones de la Comisión Siglo XIX
- 2022 Carlota Rosales de Vicente Palmaroli, óleo sobre lienzo
- 2022 Paisaje de Eduardo Rosales, óleo sobre tabla
- 2022 Muerte de la Cava. Apunte de composición de Eduardo Rosales, pluma, tinta y sepia sobre papel
- 2022 Miguel Santonja Cantó tocando el piano junto a sus compañeros de pensión en Roma de Hermenegildo Estevan, guache sobre papel
- 2022 Vicente Palmaroli de Manuel Alviach, albúmina
- 2022 La promoción de pensionados de la Real Academia de España en Roma junto al Director Vicente Palmaroli, su familia y Maximina Martínez de Pedrosa de Gustavo Luchetti, albúmina sobre papel
- 2022 6 documentos adquiridos a los descendientes de la familia de Eduardo Rosales
- 2023 Estudio de cabeza de Jesús para su obra “Flevit super illam” y Estudio de apóstol para su obra “Flevit super illam” de Enrique Simonet Lombardo, óleo sobre lienzo

## Actividades
Desde sus comienzos, la Fundación ofrece cursos para profundizar en las colecciones del Museo y difundir su patrimonio. El completo programa que presenta incluye convocatorias para los más diversos niveles y edades, en formato presencial (tanto en el propio museo como fuera de él) u on line y en diferentes horarios. Entre los ponentes se encuentran destacadas personalidades de la cultura: premios Nobel, Pritzker y Princesa de Asturias, ministros de Cultura, artistas y directores de museos internacionales, entre otros.
Asimismo, desde 1990, la Fundación desarrolla proyectos en colaboración con artistas contemporáneos. La primera iniciativa fue el curso El Museo del Prado visto por los artistas españoles contemporáneos en el que 12 creadores impartieron unas conferencias en las que exponían sus reflexiones en torno al Museo. En 1991 se editó una colección de obra gráfica creada por estos artistas inspirándose en el Prado. A esta edición, le siguieron en 2007 Doce artistas en el Museo del Prado, a cargo de 12 mujeres artistas, y en 2018 Doce fotógrafos en el Museo del Prado. Estas tres ediciones, que forman parte de las colecciones de la pinacoteca, se han mostrado en exposiciones en el Prado y en otros museos e instituciones culturales.
Del mismo modo, la Fundación Amigos del Museo del Prado ha editado más de 70 libros. Entre ellos, destacan la colección que compila las conferencias del ciclo anual de conferencias Francisco Calvo Serraller y que cuenta con más de 30 volúmenes. Asimismo, cabe destacar la Enciclopedia del Museo del Prado, un proyecto con el que se conmemoró el 20 aniversario de la Fundación, que reúne por primera vez, en una sola obra, de forma clara y exhaustiva toda la información relativa a la historia y colecciones del Prado y que está disponible tanto en papel como gratuitamente a través de la página web del Museo.
Además de estos proyectos, en su afán por difundir el Prado, la Fundación Amigos del Museo del Prado ha realizado innumerables iniciativas como son: homenajes en reconocimiento a la trayectoria y las aportaciones de especialistas que han contribuido a favorecer el conocimiento de nuestro legado cultural; los proyectos desarrollados en múltiples países de todo el globo impulsados por los Patronos Internacionales; el Gabinete Didáctico (un programa de visitas gratuitas al Prado, dirigido a escolares procedentes de centros de toda España, que entre 1983 y 2009 llegó a atender a más de 400.000 alumnos), o las guías de sala (una colección de publicaciones que, en formato bolsillo y disponibles en máquinas expendedoras, estuvieron disponibles en español, inglés, japonés e italiano y de las que se vendieron cerca de 2.000.000 de ejemplares).

## Premio Plácido Arango Fundación Amigos del Museo del Prado
La Fundación Amigos del Museo del Prado celebra, desde el año 2000 en el propio Museo del Prado, homenajes en reconocimiento a la trayectoria y las aportaciones de especialistas que han contribuido a favorecer el conocimiento del legado cultural, así como a enriquecer y difundir la historia del arte.
En el año 2011, se encarga a Blanca Muñoz, una de las artistas más destacadas del arte español, la creación del premio; realiza dos obras: Gorguera del Prado y Alrededores del sol.
Desde el año 2022, el Premio recibe el nombre de Plácido Arango, en recuerdo a esta personalidad íntimamente vinculada tanto al Museo del Prado (de cuyo Real Patronato fue Presidente) como a la Fundación (siendo miembro del Patronato de la misma).
Homenajes
- 2000 Francis Haskell
- 2002 Enriqueta Harris
- 2003 Julián Gállego
- 2003 Alfonso E. Pérez Sánchez
- 2004 Philippe de Montebello
- 2005 Nigel Glendinning
- 2008 José Milicua
- 2010 John Berger
- 2011 Jorge Semprún
- 2013 Carlos Zurita, Duque de Soria
- 2016 Antonio Bonet Correa
- 2018 Manuela B. Mena Marqués
- 2019 Francisco Calvo Serraller
- 2022 Jonathan Brown y John Elliott.